# Burgstall auf dem Petersbergl
Der Burgstall auf dem Petersbergl ist eine vermutete Burgstelle am Petersbergl in der Altstadt der Landeshauptstadt München in Bayern.

## Beschreibung
Das Petersbergl ist die einzige nennenswerte Erhebung innerhalb der historischen Altstadt Münchens, hier steht bis heute die Pfarrkirche Sankt Peter, deren Turm im Volksmund Alter Peter genannt wird und zu Münchens Wahrzeichen zählt. Es ist die älteste erwähnte Pfarrkirche Münchens. Auf dem Petersbergl soll auch eine Burg gestanden haben, die Heinrich der Löwe errichtet haben soll.